# Novopavlivka, Pervomaisk
Novopavlivka (în ucraineană Новопавлівка) este un sat în comuna Lîsa Hora din raionul Pervomaisk, regiunea Mîkolaiiv, Ucraina.

## Demografie
Componența lingvistică a localității Novopavlivka
     Ucraineană (94,2%)
     Rusă (2,9%)
     Română (2,9%)
Conform recensământului din 2001, majoritatea populației localității Novopavlivka era vorbitoare de ucraineană (94,2%), existând în minoritate și vorbitori de rusă (2,9%) și română (2,9%).